# إريك أرندت
إريك أرندت (بالألمانية: Erich Arndt)‏ هو لاعب تنس الطاولة ألماني، ولد في 18 مايو 1938 في فرانكفورت في ألمانيا.